# شیردال‌مگس‌سانان
شیردال‌مگس‌سانان (نام علمی: Meganisoptera) نام یک راسته از فراراسته سنجاقکی‌بالان است.